# 鹿女俠
鹿女俠，是日本純種競賽馬匹。生涯活躍於中距離賽事，曾於2016年勝出紫苑錦標，亦於同年的優駿牝馬（日本橡樹大賽）跑獲季軍。

## 出賽前
2013年1月16日出生於北海道安平町北部牧場，成長途中被馬主窪田康志以7980萬日圓購入。
其後交由栗東訓練中心練馬師鹿戶雄一訓練。

## 競賽生涯

### 3歲
2016年2月21日出戰東京競馬場3歲新馬戰，比賽初段處於中團第七、八左右的位置推進下，在直路上迅速衝刺上前，最終跑出全場最快末腳速度下不但超越所有對手，甚至以5馬位的優勢取得首勝。
3月26日出戰3歲500萬獎金以下條件戰，繼續採用居中戰術下於直路初段經已進入加速狀態，在中段逐漸迫近對手，最終以1/2馬位優勢取得勝利。
其後以花仙錦標作為目標，比賽初段稍為控制速度下在最後方位置等待時機，於直路雖然瞬間衝出，但最終仍然因為後上不及而僅跑獲第五。
5月繼續出戰優駿牝馬（日本橡樹大賽），比賽初段選擇於中團約莫第七左右的位置，在第三、四彎道之間開始發力上前。進入直路後，其選擇於中檔位置繼續加速突圍，在最後300米處超越領先的Angel Face透出，但最終仍然被外檔位置纏鬥的兩匹賽駒錫蘭寶石及Cecchino超越，以第三的戰績完賽。
休養過後在秋季出戰紫苑錦標，比賽開始後因在最外檔第18檔起步而選擇放慢節奏處於後方，在對面直路末段發力上前，在第三彎道時進佔第六，通過第四彎道時經已處於第二。進入直路後，其隨即繼續以優秀的衝刺力展開加速，最終迅速帶離後方取駒下以2 1/2馬位優勢取得首個分級賽勝利。
10月以優先出賽權的方式出戰秋華賞，雖然賽前取得第一人氣支持，然而於比賽途中完全未能由中團位置衝出，最終以第十大敗。
11月27日出戰日本盃挑戰年長馬匹，比賽途中一直處於中團下在直路未能加速，甚至在中團開始力弱，最終以第十六大敗。

### 4歲
2017年年初所有權由原馬主窪田康志變更為其父窪田芳郎，同時以中山牝馬錦標作為首戰，然而再度因為未能上前取得第十。
6月選擇以美人魚錦標作為目標，本次比賽採用先行戰術一直維持於第五的位置，但於直路上始終維持均速姿態，最終亦以第五完賽。
下半年未有出戰任何賽事，一直處於休養狀態。

### 5歲
2018年重返條件戰級別的賽事作賽，但於甲斐路錦標、烏托邦錦標及常總錦標分別以第四、第八及第五落敗。

### 6歲
2019年年初以紫水晶錦標作為首戰，然而再度未能發揮實力下僅跑獲第八。
賽後，陣營決定安排其退役，在2月28日取消日本中央競馬會的賽駒註冊。

### 詳細賽績
| 日期       | 舉辦國家 | 馬場 | 距離   | 級別 | 賽事名稱         | 負重 | 騎師     | 馬號 | 出馬 | 名次 | 時間   | 頭馬（二馬）         |
| ---------- | -------- | ---- | ------ | ---- | ---------------- | ---- | -------- | ---- | ---- | ---- | ------ | -------------------- |
| 21/1/2016  | 日本     | 東京 | 草1800 |      | 3歲新馬          | 54   | 横山典弘 | 11   | 16   | 1    | 1:51.7 | （A Shin Shirayuki） |
| 26/3/2016  | 日本     | 中山 | 草1800 |      | 3歲500萬獎金以下 | 54   | 横山典弘 | 1    | 9    | 1    | 1:48.9 | （Vigor Edge）       |
| 24/4/2016  | 日本     | 東京 | 草2000 | GII  | 花仙錦標         | 54   | 横山典弘 | 3    | 18   | 5    | 2:00.5 | Cecchino             |
| 22/5/2016  | 日本     | 東京 | 草2400 | GI   | 優駿牝馬         | 55   | 杜滿萊   | 14   | 18   | 3    | 2:25.1 | 錫蘭寶石             |
| 10/9/2016  | 日本     | 中山 | 草2000 | GIII | 紫苑錦標         | 54   | 戶崎圭太 | 18   | 18   | 1    | 1:59.7 | （強擊）             |
| 16/10/2016 | 日本     | 京都 | 草2000 | GI   | 秋華賞           | 55   | 戶崎圭太 | 10   | 18   | 10   | 1:59.4 | 強擊                 |
| 27/11/2016 | 日本     | 東京 | 草2400 | GI   | 日本盃           | 53   | 幸英明   | 2    | 17   | 16   | 2:27.2 | 北部玄駒             |
| 12/3/2017  | 日本     | 中山 | 草1800 | GIII | 中山牝馬錦標     | 55   | 戶崎圭太 | 3    | 16   | 10   | 1:49.9 | 東瀛稱霸             |
| 11/6/2017  | 日本     | 阪神 | 草2000 | GIII | 人魚錦標         | 55   | 福永祐一 | 11   | 12   | 5    | 1:59.9 | 至大光城             |
| 21/10/2018 | 日本     | 東京 | 草1800 |      | 甲斐路錦標       | 55   | 大野拓彌 | 5    | 8    | 4    | 1:49.0 | Dominatus            |
| 17/11/2018 | 日本     | 東京 | 草1600 |      | 烏托邦錦標       | 55   | 莫雷拉   | 9    | 11   | 8    | 1:33.5 | Arusha               |
| 9/12/2018  | 日本     | 中山 | 草1800 |      | 常總錦標         | 55   | 大野拓彌 | 6    | 12   | 5    | 1:48.7 | Win Fabulous         |
| 17/2/2018  | 日本     | 東京 | 草2000 |      | 紫水晶錦標       | 55   | 戶崎圭太 | 5    | 11   | 8    | 1:59.5 | 音樂傑作             |

## 退役後
退役後，鹿女俠成為了繁殖雌馬，於北海道苫小牧市北部牧場空港分場休養，在2019年進行配種。首匹子嗣Endemism於2020年出生，可於2022年出賽。

### 詳細繁殖資料
| 數目   | 馬名         | 出生年 | 性別 | 父系     | 練馬師         | 馬主     | 戰績                 |
| ------ | ------------ | ------ | ---- | -------- | -------------- | -------- | -------------------- |
| 第一匹 | Endemism     | 2020   | 雄   | 龍王     | 美浦・鹿戶雄一 | 窪田芳郎 | 8戰3冠2亞1季（現役） |
|        | （受胎失敗） |        |      | 金之霸   |                |          |                      |
|        | （受胎失敗） |        |      | 金之霸   |                |          |                      |
| 第二匹 | Zihuatanejo  | 2023   | 雌   | 農神節慶 |                |          | （出賽前）           |
| 第三匹 | 鹿女俠2024   | 2024   | 雄   | 金之霸   |                |          | （出賽前）           |

## 血統簡介
父系大震撼爲日本賽駒，爲日本賽馬史上第二匹無敗三冠馬，生涯出戰十四場賽事僅得兩場未能勝出，退役後配種成績亦極爲優秀。祖父週日寧靜是美國三冠賽雙冠馬，退役後在日本配種，在日本馬壇相當成功，贏得多項分級賽事，其子嗣贏得巨額獎金。
母系Barancella為法國出生的法國及美國賽駒，生涯戰績不俗，曾勝出當地表列賽，亦於一級賽戴萊錦標、女皇伊利沙伯二世挑戰盃及田園城市育馬者盃讓賽取得亞軍。外祖父Acatenango爲德國賽駒，生涯戰績彪炳，曾勝出德國打吡、聖格盧大賽、巴登大賽等七項一級賽冠軍。

### 血統表
| 父線：週日寧靜系（Halo系）         |                           |              |                 |
| 種馬 大震撼 2002年（棗色）         | 週日寧靜 1986年（棕色）   | Halo         | Hail to Reason  |
| 種馬 大震撼 2002年（棗色）         | 週日寧靜 1986年（棕色）   | Halo         | Cosmah          |
| 種馬 大震撼 2002年（棗色）         | 週日寧靜 1986年（棕色）   | Wishing Well | Understanding   |
| 種馬 大震撼 2002年（棗色）         | 週日寧靜 1986年（棕色）   | Wishing Well | Mountain Flower |
| 種馬 大震撼 2002年（棗色）         | 風中秀髮 1991年（棗色）   | Alzao        | 利法爾          |
| 種馬 大震撼 2002年（棗色）         | 風中秀髮 1991年（棗色）   | Alzao        | Lady Rebecca    |
| 種馬 大震撼 2002年（棗色）         | 風中秀髮 1991年（棗色）   | Burghclere   | Busted          |
| 種馬 大震撼 2002年（棗色）         | 風中秀髮 1991年（棗色）   | Burghclere   | Highclere       |
| 繁殖雌馬 Barancella 2001年（栗色） | Acatenango 1982年（栗色） | Surumu       | Literat         |
| 繁殖雌馬 Barancella 2001年（栗色） | Acatenango 1982年（栗色） | Surumu       | Surama          |
| 繁殖雌馬 Barancella 2001年（栗色） | Acatenango 1982年（栗色） | Aggravate    | Aggerssor       |
| 繁殖雌馬 Barancella 2001年（栗色） | Acatenango 1982年（栗色） | Aggravate    | Raven Locks     |
| 繁殖雌馬 Barancella 2001年（栗色） | Baranciaga 1991年（棗色） | Bering       | Arctic Tern     |
| 繁殖雌馬 Barancella 2001年（栗色） | Baranciaga 1991年（棗色） | Bering       | Beaune          |
| 繁殖雌馬 Barancella 2001年（栗色） | Baranciaga 1991年（棗色） | Maxencia     | Tennyson        |
| 繁殖雌馬 Barancella 2001年（栗色） | Baranciaga 1991年（棗色） | Maxencia     | Matuschka       |
| 雌系：號族：19                     |                           |              |                 |
| 五代內近親交配：利法爾 4×5         |                           |              |                 |

## 命名由來
名字Biche（ビッシュ）於法語中，意思為雌鹿，香港則採用「鹿女俠」作為翻譯。

## 外部連結
- 鹿女俠 netkeiba.com
- 血統表